# Adam Lambert
Adam Mitchel Lambert (Indianápolis, 29 de janeiro de 1982) é um cantor, compositor e ator americano, além de colaborar com a banda britânica de rock Queen como vocalista dos Queen + Adam Lambert desde 2011. É conhecido pelas suas performances vocais dinâmicas que combinam a sua formação teatral com géneros modernos e clássicos.
Lambert alcançou a fama em 2009, após ser finalista na oitava temporada do famoso programa American Idol. Lançou o seu primeiro disco, For Your Entertainment, em 23 de novembro de 2009, vendendo 198 mil cópias só na primeira semana. Em 16 de maio de 2012, Lambert lançou o seu segundo álbum, Trespassing, que estreou no primeiro lugar da lista Billboard 200.

## Biografia
Adam nasceu em 29 de janeiro de 1982,em Indianápolis, Indiana, mas mudou-se para Rancho Peñasquitos, no nordeste de San Diego, Califórnia, um ano depois.
Frequentou as escolas Deer Canyon Elementary School, Mesa Verde Middle School, e Mt. Carmel High School, onde participou de peças de teatro, do coro e de uma banda de Jazz.
Adam é judeu e cantou em hebraico durante eventos judaicos, interpretando músicas como Shir LaShalom. Ele compareceu ao Temple of the Arts em San Diego e recitou o Kol Nidre no feriado judeu do Yom Kippur. Lambert também participou no The Ten Commandments: The Musical, como Josué, cantando a música Is Anybody Listening? (entre outras), obtendo ótimas críticas.

### Carreira e American Idol
Adam Lambert é ator de palco desde os dez anos de idade. Ele interpretou o papel de Josue no musical The Ten Commandments: The Musical, encenado no Kodak Theatre, ao lado de Val Kilmer, e foi um dos poucos actores da peça que obteve críticas positivas.
Ele também trabalhou como substituto para o papel de Fiyero durante a turne americana de 2006 do musical Wicked. Em 2004, ele começou a actuar no Zodiac Show, um espectáculo co-criado por Carmit Bachar das Pussycat Dolls. Actuou também no Upright Cabaret até finais de 2008.
Lambert participou na audição para a oitava temporada de American Idol em São Francisco, Califórnia. Na sua primeira audição ele cantou Rock With You e Bohemian Rhapsody. Nas semifinais ele foi votado para o Top 13, junto com seus amigos Allison Iraheta e Kris Allen. Adam e Kris foram colegas de quarto na Mansão dos Idols, aumentando ainda mais a amizade deles.
Adam sempre chamou a atenção pela sua maquiagem exótica e desde o começo levantou suspeitas sobre a sua orientação sexual. Não demorou muito tempo para apareceram na internet diversas fotos dele beijando outros homens ou até vestido de mulher.
Durante a Semana Michael Jackson, Adam cantou Black or White agradando a todo o juri. Paula Abdul afirmou que ele iria estar nas finais.
Na semana seguinte Adam cantou uma versão bastante diferente do original de Ring of Fire. Enquanto Randy Jackson, Kara DioGuardi, e Abdul gostaram de sua apresentação, Simon Cowell chamou-a de "lixo indulgente".
Na Noite Motown, Lambert cantou uma versão acústica de The Tracks of My Tears. Todos os jurados gostaram, e Smokey Robinson - o mentor daquela semana, intérprete e compositor original da música - aplaudiu de pé a performance de Adam.
Na apresentação do Top 8, Lambert cantou a versão de 2001 de Gary Jules da música Mad World. O programa já tinha excedido o seu tempo no ar e somente Simon comentou a apresentação, dando-lhe apenas uma salva de aplausos de pé. Na noite dos resultados daquela semana, todos os jurados concordaram que os aplausos foram a melhor crítica que Adam poderia ter recebido.
Na segunda apresentação para o Top 7, Adam cantou If I Can't Have You, alcançando o que Kara descreveu como "a apresentação mais memorável", enquanto Simon descreveu as suas notas como "imaculadas". Abdul reduziu-se a lágrimas, e o apresentador Ryan Seacrest brincou que Lambert transformou a jurada numa pool of Abdul (piscina de Abdul).
No Top 4, Lambert foi o primeiro a cantar, com a música Whole Lotta Love. Cowell comentou, "Foi uma das minhas apresentações favoritas, ninguém poderá superá-la agora". Abdul, ironizando com o título da música, descreveu a apresentação de Lambert como "Whole Lotta Perfect" (totalmente perfeita).
No Top 3,  os concorrentes visitaram a sua cidade 'natal' e Adam escolheu apresentar-se na sua escola de Ensino Secundário, Mt. Carmel High School. Lá ele cantou Black or White e Mad World. Depois da sua actuação, o presidente da câmara de San Diego, Jerry Sanders, declarou o dia 8 de maio como Adam Lambert Day.
Na mesma noite, Allison Iraheta subiu ao palco para um dueto de Slow Ride com Adam. Randy sugeriu que eles fizessem um dueto nos seus álbuns a solo. Kara apelidou-os de "Deuses do Rock", enquanto Paula elogiou a linda sintonia entre eles.
A 20 de maio de 2009, Lambert conquistou o segundo lugar no programa. Ele cantou um medley de Beth, Detroit Rock City, e Rock and Roll All Night com a banda de rock Kiss durante o episódio final. Cantou também We are the Champions com Kris Allen e Queen.

### Apresentações
| Show      | Música                                           | Intérprete Original                                |
| --------- | ------------------------------------------------ | -------------------------------------------------- |
| Audição   | Bohemian Rhapsody                                | Queen                                              |
| Hollywood | What’s Up Some Kind of Wonderful Believe         | 4 Non Blondes Soul Brothers Six Cher               |
| Top 36    | (I Can’t Get No) Satisfaction                    | The Rolling Stones                                 |
| Top 13    | Black or White                                   | Michael Jackson                                    |
| Top 11    | Ring of Fire                                     | Johnny Cash                                        |
| Top 10    | The Tracks of My Tears                           | The Miracles                                       |
| Top 9     | Play That Funky Music                            | Wild Cherry                                        |
| Top 8     | Mad World                                        | Tears for Fears                                    |
| Top 7 (1) | Born to Be Wild                                  | Steppenwolf                                        |
| Top 7 (2) | If I Can’t Have You                              | Yvonne Elliman                                     |
| Top 5     | Feeling Good                                     | Nina Simone                                        |
| Top 4     | Whole Lotta Love Slow Ride (com Allison Iraheta) | Led Zeppelin Foghat                                |
| Top 3     | One Cryin’                                       | U2 Aerosmith                                       |
| Final     | Mad World A Change Is Gonna Come No Boundaries   | Tears for Fears Sam Cooke Kris Allen/ Adam Lambert |

### 2009-2011:For Your Entertainment
For Your Entertainment foi o primeiro álbum de estúdio do Lambert de estreia, foi lançado em 2009. Na época foi o número três no Billboard 200 e vendendo 198.000 cópias nos Estados Unidos em sua primeira semana, o álbum vê Lambert em colaboração com um número de produtores, Rob Cavallo, majorly e uma série de escritores que inclui Matthew Bellamy, Ryan Tedder, Rivers Cuomo, Justin Hawkins, P!nk, Linda Perry e Lady Gaga. No Metacritic, que atribui uma avaliação normalizada de 100 a opiniões dos críticos tradicionais, o álbum recebeu uma pontuação média de 71, que indica "avaliações favoráveis" com entretenimento escrita Weekly, ele ainda é o belle do que acaba por ser um pedaço de uma bola de brilho pop", e All Music Guide afirmando que "há um monte de prazer puro pop aqui, mais do que qualquer álbum pós-Idol imediata já entregue. Mas a Rolling Stone deu uma revisão mais misto: "As músicas soam grande, mas sinto estranhamente abafado - que parece ser um disco que foi overthought". Seu Claude Kelly e Dr. Luke produziu o single "For Your Entertainment" precedido do lançamento do álbum, mas não foi tão bem sucedido como o seu segundo single "Whataya Want From Me", que impactou nas paradas em todo o mundo, tornou-se seu mais alto pico único (no número 10) na Billboard Hot 100, e foi nomeado para o Grammy Prêmio de Melhor Performance Pop Vocal Masculina na cerimônia de premiação 53. Outro single notável incluídas no álbum foi o "Time for Miracles", que foi originalmente destinados apenas como tema de encerramento para o filme-catástrofe de 2012; guitarrista do Queen Brian May elogiou a "sensacional" música, admitindo que estava "completamente fora de si" ao ouvir a trilha. Desde o seu lançamento, For Your Entertainment já vendeu quase 2 milhões de cópias no mundo todo e foi certificado ouro em os EUA.
Em 22 de novembro, Lambert cantou "For Your Entertainment" no American Music Awards de 2009. O desempenho controverso, que era no final da noite, mostrou Lambert beijando um baixista masculino, moer a cabeça de um dançarino contra sua pélvis, e agarrar a virilha de outro. Em resposta, o Parents Television Council, um grupo de campanha conservadora decência, exortou os espectadores a reclamar com a FCC, apesar do fato de que o desempenho ocorreu "fora de quadro da FCC hora habitual de seis horas a dez horas que proíbe a transmissão de material indecente". ABC recebeu cerca de 1500 telefonemas de reclamações e cancelamento de Lambert agendada para 25 de novembro no desempenho no Good Morning America. Por conseguinte, a CBS convidou Lambert para executar em The Early Show em vez disso, na mesma data, em Nova York. Ao discutir o incidente em uma pedra nos bastidores de rolamento de entrevista após a apresentação, Lambert afirmou: "artistas femininas vêm fazendo isso há anos, empurrando o envelope sobre a sexualidade e minuto que o homem faz isso, estamos em 2009 e é hora de assumir riscos, ser um pouco mais corajoso no tempo, para abrir os olhos das pessoas e se ofende-los, então talvez eu não sou para eles. Meu objetivo não era para irritar as pessoas, era promover a liberdade de expressão e a liberdade artística". Lambert voltou a dois da AMA anos depois como apresentador, e foi recebido calorosamente.
Nos meses que cercam seu lançamento do álbum, Lambert apareceu na capa de várias revistas de alto perfil, incluindo Entertainment Weekly maio de 2009, no Rolling Stone em Junho de 2009 e Details em novembro de 2009. Em Details, ele foi fotografado com uma mulher nua, o que provocou controvérsia. Sua capa no Rolling Stone se tornou edição da revista mais vendida do ano. Ele apareceu na capa da revista Out, em seu "Out 100" a questão (11 / 09), novamente provocando polêmica ao editor, emitiu-lhe uma carta aberta questionando a "homossexualidade" de sua imagem. O site canadense e revista Rockstar Weekly publicou a Adam uma revista de fãs de Lambert. A questão esgotado rapidamente em sua tiragem limitada em primeiro lugar e foi relançado em outubro de 2010, com páginas extras. Em abril, foi revelado que Lambert tinha sido escolhido uma das pessoas mais bonitas pela revista People de 2010. Ele apareceu na capa de maio no Japão em 2010 da revista Rolling Stone, após seu single "For Your Entertainment" que chegou ao seu quinto consecutivo número um no local em suas cartas nas rádios. Em novembro de 2011, Lambert apareceu na capa da The Advocate, que incluía uma entrevista em profundidade sobre seu próximo álbum e outros tópicos. A questão tornou-se imediatamente procurado após item, desde que a revista está disponível apenas por assinatura.

### 2012-2014:Trespassing,Glee e Pretty Little Liars
Lambert anunciou que o seu segundo álbum de estúdio seria intitulado Trespassing, e que seria lançado a 20 de março de 2012. Em meados de fevereiro, ele informou que o lançamento havia sido adiado para abril, citando últimas adições minuciosas de novas músicas e colaborações. Depois de revelar trechos de quatro faixas do álbum, Lambert anunciou no final de março que o álbum iria ser lançado no dia 15 de maio de 2012. A faixa-título foi co-escrita com o vencedor do Grammy Pharrell Williams, enquanto o primeiro single do álbum, "Better Than I Know Myself", uma colaboração com Dr. Luke e Kelly Claude, foi lançado em 20 de dezembro de 2011 para todos os varejistas digitais.
Sua performance de estreia ao vivo do single foi no dia 17 de janeiro de 2012 no Tonight Show. Trespassing teve sua estreia em #1 no top 200 da Billboard e o álbum levou Adam a ser pela primeira vez nº1 no chart.
Lambert estreou seu provocante vídeo de "Better Than I Know Myself" no seu canal Vevo a 3 de fevereiro de 2012. Dirigido por Ray Kay, o vídeo fornece o espectador com tela dividida e entrada em dupla personalidade num mundo interpretativo em que colidem luz e sombra, acabando por se fundirem. Lambert diz que o tema de Trespassing, reflete os lados escuros e claros de si mesmo através da música.
A 11 de abril ele anunciou (via Twitter) que o próximo single do álbum seria "Never Close Our Eyes" escrito por Bruno Mars e produzido por Dr. Luke. Os comentários para a música, que foi lançada digitalmente a 17 de abril, têm sido extremamente positivos. "Never Close Our Eyes" estreou na televisão nacional no programa de Jimmy Kimmel Live! a 27 de abril de 2012, quando Lambert realizou uma mini-série de concertos, mais uma vez conquistando críticas positivas. Ele anunciou na sua página Twitter que iria voltar para o palco do American Idol para o seu terceiro ano consecutivo, a 17 de maio, para interpretar "Never Close Our Eyes". No quarto episódio da quinta temporada do seriado Glee, como Elliott Gilbert (de codinome Starchild), que se torna um personagem fixo na série, ele faz um teste para a banda de Kurt, que mais tarde é chamada de Pamela Lansburry, os primeiros números musicais de Lambert na série foram Marry the Night, de Lady Gaga e Roar, da cantora Katy Perry, número este, que também conta com a participação de Demi Lovato. O cantor também fez uma participação especial no episódio de Halloween da terceira temporada da série americana Pretty Little Liars aonde se apresentou com a música Cuckoo do álbum Trespassing.

### 2015 - Presente: The Original High
Em 20 de abril Adam lança o primeiro single de seu terceiro disco, a faixa Ghost Town. A canção tem produção de Max Martin e Shellback. No dia 29 de abril Adam libera o vídeo da canção, dirigido por Hype Willians, o clipe é todo em preto e branco.
O álbum, The Original High, foi lançado em Junho de 2015 e estreou na 3ª posição da Billboard 200, com 42 mil cópias vendidas. Em entrevista, Adam define o novo álbum como "um pouco agridoce e melancólico”.

## Vida pessoal
Em 2009, em uma entrevista para a revista americana Rolling Stone, Lambert disse que é homossexual e que demorou muito para falar aos seus pais. Disse: "um dia minha mãe me perguntou se eu queria ter uma namorada, e eu disse que não, então ela me perguntou se eu quero ter um namorado, e eu disse, "bom, não sei, talvez"."
No fim de outubro de 2009, namorava com o decorador Drake Labry, com o qual foi flagrado trocando beijos no dia 18. Já no primeiro dia do mês seguinte o casal anunciou publicamente o término do relacionamento.
De 2011 a 2013 namorou o apresentador finlandês Sauli Koskinen. Atualmente, Adam reside em Los Angeles.

## Discografia

### Álbuns de estúdio
| Álbum                  | Detalhes do Álbum                                                                                 | Melhores posições | Melhores posições | Melhores posições | Melhores posições | Melhores posições | Melhores posições | Melhores posições | Melhores posições | Melhores posições | Vendas      | Certificações                                              |
| Álbum                  | Detalhes do Álbum                                                                                 | US                | AUS               | AUS               | CAN               | ALE               | HOL               | NZL               | SUE               | RU                | Vendas      | Certificações                                              |
| ---------------------- | ------------------------------------------------------------------------------------------------- | ----------------- | ----------------- | ----------------- | ----------------- | ----------------- | ----------------- | ----------------- | ----------------- | ----------------- | ----------- | ---------------------------------------------------------- |
| For Your Entertainment | - Lançamento: 16 de novembro de 2009 - Formato(s): CD, digital download - Gravadora(s): RCA       | 3                 | 5                 | 22                | 7                 | 16                | 25                | 5                 | 8                 | 38                | - : 863,000 | - RIAA: Ouro - ARIA: Platina - MC: Platina - RMNZ: Platina |
| Trespassing            | - Lançamento: 15 de maio de 2012 - Formato(s): CD, digital download - Gravadora(s): 19, RCA       | 1                 | 10                | 28                | 1                 | 28                | 30                | 4                 | 20                | 16                | - : 203,000 |                                                            |
| The Original High      | - Lançamento: 16 de junho de 2015 - Formato(s): CD, digital download - Gravadora(s): Warner Bros. | 3                 | 4                 | 43                | 3                 | 20                | 10                | 6                 | 51                | 8                 | - : 150,000 | - ZPAV: Platina - NFPF: Platina                            |

### Álbuns de compilação
| Ano  | Detalhes do Álbum                                                           |
| ---- | --------------------------------------------------------------------------- |
| 2009 | Take One - Lançamento: 17 de novembro de 2009 - Gravadora: RCA Records      |
| 2011 | Beg For Mercy - Lançamento: 21 de novembro de 2011 - Gravadora: RCA Records |

### Singles
| Title                                                                              | Year | Peak chart positions | Peak chart positions | Peak chart positions | Peak chart positions | Peak chart positions | Peak chart positions | Peak chart positions | Peak chart positions | Peak chart positions | Peak chart positions | Certifications                                                                                          | Album                  |
| Title                                                                              | Year | US                   | AUS                  | AUT                  | CAN                  | FIN                  | GER                  | JPN                  | NZ                   | SWE                  | UK                   | Certifications                                                                                          | Album                  |
| ---------------------------------------------------------------------------------- | ---- | -------------------- | -------------------- | -------------------- | -------------------- | -------------------- | -------------------- | -------------------- | -------------------- | -------------------- | -------------------- | --- | ---------------------- |
| "No Boundaries"                                                                    | 2009 | 72                   | —                    | —                    | 52                   | —                    | —                    | —                    | 38                   | —                    | 111                  | | Non-album single       |
| "Time for Miracles"                                                                | 2009 | 50                   | —                    | —                    | 26                   | —                    | —                    | —                    | —                    | —                    | —                    | | 2012                   |
| "For Your Entertainment"                                                           | 2009 | 61                   | 32                   | —                    | 23                   | 5                    | —                    | 2                    | 10                   | —                    | 37                   | - RIAA: Ouro - ARIA: Ouro                                                                               | For Your Entertainment |
| "Whataya Want from Me"                                                             | 2009 | 10                   | 4                    | 4                    | 3                    | 2                    | 5                    | —                    | 4                    | 8                    | 53                   | - - Platina - ARIA - RIAA: Platina† - - 3× Platina - - Music Canada - - Gold - BVMI - - Platina - RIANZ | For Your Entertainment |
| "If I Had You"                                                                     | 2010 | 30                   | 4                    | 50                   | 8                    | 9                    | 36                   | —                    | 7                    | —                    | —                    | - - 2× Platina - ARIA - - Platina - RIANZ                                                               | For Your Entertainment |
| "Fever"                                                                            | 2010 | —                    | —                    | —                    | —                    | —                    | —                    | —                    | 19                   | —                    | —                    | | For Your Entertainment |
| "Sleepwalker"[A]                                                                   | 2011 | —                    | —                    | —                    | 90                   | —                    | 63                   | —                    | —                    | —                    | —                    | | For Your Entertainment |
| "Better Than I Know Myself"                                                        | 2011 | 76                   | 83                   | —                    | 56                   | 6                    | 88                   | 9                    | 40                   | —                    | —                    | | Trespassing            |
| "Never Close Our Eyes"                                                             | 2012 | —                    | —                    | 56                   | 62                   | —                    | —                    | 9                    | 24                   | —                    | 17                   | | Trespassing            |
| "Trespassing"                                                                      | 2012 | —                    | —                    | —                    | 92                   | —                    | —                    | —                    | —                    | —                    | —                    | | Trespassing            |
| Ghost Town                                                                         | 2015 | 64                   |                      |                      |                      |                      |                      |                      |                      |                      |                      | | The Original High      |
| Another Lonely Night                                                               | 2015 |                      |                      |                      |                      |                      |                      |                      |                      |                      |                      | |                        |
| "—" denotes a title that did not chart or wasn't released to that certain country. |      |                      |                      |                      |                      |                      |                      |                      |                      |                      |                      | |                        |

Notes
- A.↑  The version from Glam Nation Live charted in Germany.

### Videoclipes
| Ano  | Música                      | Diretor       |
| ---- | --------------------------- | ------------- |
| 2009 | "Time for Miracles"         | Wayne Isham   |
| 2009 | "For Your Entertainment"    | Ray Kay       |
| 2010 | "Whataya Want From Me"      | Diane Martel  |
| 2010 | "If I Had You"              | Bryan Barber' |
| 2012 | "Better Than I Know Myself" | Ray Kay       |
| 2012 | "Never Close Our Eyes"      | Dori Oskowitz |
| 2015 | "Ghost Town"                | Hype Williams |
| 2015 | "Another Lonely Night"      | Luke Gilford  |

## Filmografia

### Cinema
| Ano  | Título                            | Papel                 | Notas         |
| ---- | --------------------------------- | --------------------- | ------------- |
| 2006 | The Ten Commandments: The Musical | Josué                 |               |
| 2018 | Bohemian Rhapsody                 | Motorista de caminhão | Não creditado |
| 2019 | Playmobil: The Movie              | Imperador Maximus     |               |
| 2023 | Fairyland                         | Charlie               |               |

### Televisão
| Ano       | Título                                                      | Papel                      | Notas                           |
| --------- | ----------------------------------------------------------- | -------------------------- | ------------------------------- |
| 2012      | Pretty Little Liars                                         | Ele mesmo                  | Episódio: "This Is a Dark Ride" |
| 2013–2014 | Glee                                                        | Elliot 'Starchild' Gilbert | 5 episódios                     |
| 2016      | The Rocky Horror Picture Show: Let's Do the Time Warp Again | Eddie                      | Filme de TV                     |
| 2020      | Moonbase 8                                                  | Billy                      | Episódio: "Visitors"            |
| 2021      | We The People                                               | Ele mesmo                  | 10 episódios                    |
| 2021      | A Tale Dark & Grimm                                         | Diabo                      | 6 episódios                     |

### Video game
| Ano  | Título                        | Papel      |
| ---- | ----------------------------- | ---------- |
| 2020 | The Henry Stickmin Collection | John Grits |

## Digressão
Adam iniciou a sua primeira digressão em 4 de junho de 2010 denominada de Glam Nation Tour tendo como base o seu primeiro álbum For Your Entertainment. A digressão teve mais de 100 Shows passando por mais de 50 Países. E dessa digressão acabou saindo o Glam Nation Live que registou a digressão como uma das maiores digressões masculinas.
Em 2013 Adam Lambert anunciou pelo seu Twitter que iria fazer uma mini digressão pelo mundo denominada "We Are Glamily" traduzido "Nós Somos Glamily (Conjunto de fans, familia à qual pertencem os seus fans, Glamberts).

## Queen + Adam Lambert
Desde 2011 Adam participa de shows ao lado dos músicos remanescentes da banda Queen, Brian May e Roger Taylor onde formam o grupo "Queen + Adam Lambert".
Em 2014 e 2015 o supergrupo esteve em turnê mundial que começou pela América do Norte em 2014, se estendendo até Australia, Nova Zelândia e na Ásia. Em 2015 a turnê chegou a Europa e no dia 18 de setembro de 2015, o supergrupo se apresentou para um público de 100 mil pessoas relembrando os maiores sucessos do Queen após 30 anos da apresentação da banda no primeiro festival de música Rock In Rio, no Brasil.
O show foi um sucesso sendo a performance de Adam Lambert bastante comentada e aclamada nas redes sociais entre os que assistiram ao show pela TV ou ao vivo.
Em 2019 performou "We Will Rock You" e "We Are The Champions", abrindo a cerimônia do Oscar.